# Cantone di Villeneuve-lès-Avignon
Il Cantone di Villeneuve-lès-Avignon è una divisione amministrativa dell'arrondissement di Nîmes.
A seguito della riforma approvata con decreto del 24 febbraio 2014, che ha avuto attuazione dopo le elezioni dipartimentali del 2015, non ha subìto modifiche.

## Composizione
Comprende i comuni di:
- Les Angles
- Pujaut
- Rochefort-du-Gard
- Saze
- Villeneuve-lès-Avignon